# Liolaemus cazianiae
Liolaemus cazianiae — вид ігуаноподібних ящірок родини Liolaemidae. Ендемік Аргентини.

## Поширення і екологія
Liolaemus cazianiae мешкають на південному заході провінції Сальта. Вони живуть в чагарникових заростях по краях солончаків, трапляються на високогірних луках пуна та серед скель. Зустрічаються на висоті від 3498 до 4285 м над рівнем моря. Голотип був зібраний поблизу солончака Салар-де-Арісаро. Живляться рослинністю, є живородними.